# Tesnivka, Novohrad-Volînskîi
Tesnivka (în ucraineană Теснівка) este un sat în comuna Nesolon din raionul Novohrad-Volînskîi, regiunea Jîtomîr, Ucraina.

## Demografie
Componența lingvistică a localității Tesnivka
     Ucraineană (99,24%)
     Alte limbi (0,76%)
Conform recensământului din 2001, majoritatea populației localității Tesnivka era vorbitoare de ucraineană (99,24%), existând în minoritate și vorbitori de alte limbi.